# Lijst van beelden in Boekel
Dit is een (onvolledige) chronologische lijst van beelden in Boekel inclusief de dorpen Huize Padua en Venhorst. Onder een beeld wordt hier verstaan elk driedimensionaal kunstwerk in de openbare ruimte van de Nederlandse gemeente Boekel, waarbij beeld wordt gebruikt als verzamelbegrip voor sculpturen, standbeelden, installaties, gedenktekens en overige beeldhouwwerken.
Voor een volledig overzicht van de beschikbare afbeeldingen zie: Beelden in Boekel op Wikimedia Commons.
| Geplaatst | Omschrijving                   | Kunstenaar                              | Straat                                                   | Plaats      | Afbeelding      |
| --------- | ------------------------------ | --------------------------------------- | -------------------------------------------------------- | ----------- | --------------- |
| 1897      | Sint Petrus                    |                                         | Burgtstraat                                              | Boekel      |                 |
| 1909      | Sint Lucia                     |                                         | Luciagebouw, Kerkstraat                                  | Boekel      |                 |
| 1920-1925 | Heilig Hartbeeld               |                                         | Daniël de Brouwerstraat, bij voorm. kapel (De Cantorije) | Huize Padua |                 |
| 1923      | Sint Antonius van Padua        |                                         | Huize Padua, Daniël de Brouwerstraat                     | Huize Padua |                 |
| 1925?     | Heilig Hartbeeld               | Atelier Van Bokhoven en Jonkers         | Kerkstraat, bij Sint-Agathakerk                          | Boekel      |                 |
| 1932      | Sint Cornelis                  |                                         | Sint Josephplein                                         | Venhorst    |                 |
| 1947      | Heilig Hartbeeld               | Piet Verdonk                            | Sint Josephplein                                         | Venhorst    |                 |
| 1963      | Rutger van Herpen              | Rafaël van Rooden (broeder)             | Rutger van Herpenstraat / Burgtstraat                    | Boekel      |                 |
| 1968      | Wandreliëf Ottowschool         | Hr. van den Eynden                      | B.s. de Regenboog, Kennedystraat                         | Boekel      |                 |
|           | Drie zusters                   | Hans Goddefroy                          | Vlagberg                                                 | Huize Padua |                 |
|           | (sculptuur)                    |                                         | Daniël de Brouwerstraat                                  | Huize Padua |                 |
| 1982      | De Pioniers                    | Marga Brey                              | Sint Josephplein / Meester Mennehof                      | Venhorst    |                 |
| 1990      | Intimiteit                     | Wilna Haffmans                          | Kerkstraat                                               | Boekel      |                 |
| 1996      | De hand aan de ploeg slaan     | Rieky Wijsbek                           | Helfrichstraat / Kerkstraat                              | Boekel      |                 |
| 2004      | Leontien van Moorsel           | Paul Roijmans                           | Sint Agathaplein                                         | Boekel      |                 |
| 2006      | De Horst                       |                                         | Sint Josephplein                                         | Venhorst    |                 |
|           | (fontein)                      |                                         | Sint Agathaplein, gemeentehuis                           | Boekel      |                 |
| 2013      | Banken met Boekelse ziel       | Marion van der Horst en Marleen Rijvers | Bernhardstraat                                           | Boekel      |                 |
| 2024      | Samen geworteld (verzamelgraf) | Gery Bouw en Jori van Boxtel            | Eikenheuvel                                              | Huize Padua | Samen geworteld |